# Association des journalistes du tourisme
 (janvier 2022).
Si vous disposez d'ouvrages ou d'articles de référence ou si vous connaissez des sites web de qualité traitant du thème abordé ici, merci de compléter l'article en donnant les références utiles à sa vérifiabilité et en les liant à la section « Notes et références ».
Pour les articles homonymes, voir AJT.
L'Association des journalistes du tourisme (AJT) est une association française fondée en 1998, réunissant des journalistes professionnels ayant une activité régulière dans le domaine du tourisme.
Elle regroupe environ 186 membres en 2020.

## Fonctionnement
L’AJT organise plusieurs événements : débats et tables rondes.
Son assemblée générale annuelle, organisée traditionnellement à l'automne, se déroule en alternance en France ou à l'étranger.
Depuis juillet 2021, elle édite le magazine Antipode, sous la forme de mook.

## Histoire
En 1936 est fondée l'Association française des chroniqueurs de tourisme. Elle devient ensuite l’Afjet (Association française des journalistes et écrivains de tourisme).
En 1971, une partie des membres de l'Afjet fait scission et crée l'APJT, Association professionnelle des journalistes de tourisme, n'acceptant que des journalistes professionnels. Pendant plusieurs années, l'APJT attribue un prix caramel et un prix citron au meilleur et au pire attaché de presse.
Depuis 1964, il existe une autre association de journalistes du tourisme, sous la présidence d’honneur de Paul-Émile Victor : l'Association des journalistes de plein air (AJP), ensuite devenue Association des journalistes de vacances et de plein air.
Les deux associations, APJT et AJP, se rapprochent dans les années 1990. Elles se dissolvent le 31 décembre 1997 pour donner naissance, le 1er janvier 1998, à l'Association des journalistes du tourisme.

## Prix l'AJT
L'AJT attribue chaque année depuis 2008 un prix de la Personnalité de l’Année. Pour son investissement dans le tourisme responsable, Simone Allibert, présidente d'Allibert Montagnes et Déserts, est, en 2008, la première personne récompensée . L'année suivante, Maurice Freund, créateur du Point Mulhouse puis du Point Afrique, reçoit le prix.